# Денисенко Олег Іванович
Олег Іванович Денисенко (нар.1960, Львів) — український художник, що здобув світове визнання. Володар понад 30 міжнародних нагород, член Академічного сенату Римської академії сучасних мистецтв, лауреат престижного гранту від «фонду Поллок-Краснер», винахідник нового виду мистецтва — гесографії.

## Життєпис
Олег Денисенко народився у Львові, закінчив Українську академію друкарства. Старший син Олега Денисенко — Олександр Денисенко — відомий кінорежисер, лауреат понад двадцяти престижних міжнародних нагород та відзнак. Олег Денисенко живе і працює у Львові.

## Творчість
Олег Денисенко займається естампом, живописом, бібліофільським виданням, скульптурою. Винахідник нового виду мистецтва — Гесографія, що є унікальним у світі.
Роботи Олега Денисенка є в колекціях Королівського палацу (Стокгольм), будинку-музеї Альбрехта Дюрера (Нюрнберг), Королівській академії (Лондон), а також у численних світових музеях, публічних та приватних збірках. Авторський стиль Олега Денисенка — ANTIQVITAS-NOVA, — визначає синергетичне поєднання традиції та інновації. Суть творчості Олега Денисенка в ре-комбінуванні класичних тем, великій увазі до деталей, скрупульозності виконання та винайденні нових технік художнього виразу.

"Вино" Олег Денисенко. Левкас, дошка, левкас, олія.
"Імператор" Олег Денисенко. Скульптура, бронза.
"Створення ІІ" Олег Денисенко. Офорт.
"Спокуси" Олег Денисенко.
Картина "Крилатий лицар"
«Він щось знає» Олег Денисенко. Гесографія, дошка, левкас, олія.
Картина "Веселка"
Картина "Вогонь" Олега Денисенка

### Гесографія
Олега Денисенка як відданого офортиста віддавна захоплювала ідея сказати нове слово у світі мистецтв — оновити та оживити естамп: надати йому особливого звучання через колір, об'єм та духовну глибину візантійських ікон. Віддавна захоплюючись епохою Ренесансу та її уособленням — Леонардо да Вінчі, Олег Денисенко постійно розширював своє творче поле, реалізуючи себе у найрізноманітніших жанрах мистецтва.

Результатом творчих експериментів Олега Денисенка стало винайдення нового виду витончених мистецтв — Гесографії. Гесографія, закорінена в традиції й урухомлена інновативністю, є синергетичним єднанням естампу, іконопису, живопису та скульптури. Національна прем'єра гесографії відбулась у Києві 15 грудня 2020 року, у центрі сучасного мистецтва «Білий світ». Виставка була організована Українським католицьким університетом. Виставка «Гесографія» включала благодійну складову. Олег та Олександр Денисенки передали найбільшу 2-метрову картину «Мелодія Надії» як пожертву для благодійного аукціону на підтримку талановитих студентів Українського католицького університету. Також частина коштів від продажу кожної картини під час виставки була скерована на стипендії студентам УКУ. 

«Сильною рукою правлю і правитиму» Олег Денисенко. Мобільна картина, гесографія, левкас, олія.

### Благодійність
Олег Денисенко є давнім та сталим учасником мистецьких симпозіумів УКУ, на яких університет збирає відомих митців, таких як Микола Журавель, Владислав Шеришевський, та інших. Художники створюють картини, які згодом виставляються на аукціоні. Кошти з аукціону покривають стипендії талановитих студентів, яким не по кишені самостійна оплата навчання.

### Відгуки
За повідомленням порталу The Artchive Олега Денисенка називають «алхіміком в мистецтві» за його незвичайну творчість.
| | Плідний художник-інноватор... Олег Денисенко здобув міжнародне визнання своїми витонченими офортами. За технічною складністю та візуальною ефектністю ці роботи належать до найбільш вражаючих плодів кількасотлітньої традиції естампу... |
| — Ендрю Городицький, заступник директора галереї “Upsilon Gallery”; член ради директорів UIA (Нью-Йорк) | |

|                                                              | Мистецтво Олега Денисенка – “Таїнство штрихів” – це механіка уяви і астрономія краси; це домініканська працьовитість, досконалість руки і знаряддя. |
| — Анджей Струмілло. Художник; директор графічної студії ООН. | |

|                                      | Олег Денисенко відомий світу своїми віртуозно складними офортами...свої нові праці митець створює у нововинайденій ним техніці – гесографії, що поєднує давні прийоми гравюри, левкасу і живопису. |
| — The New York Times, Нью-Йорк, США. | |

## Визнання
За свою кар'єру, Денисенко мав понад 60 персональних міжнародних виставок, та брав участь у понад 300 групових; здобув численні міжнародні нагороди.
- «Премія міського голови», Міжнародна виставка екслібриса, Братислава, Словаччина, 1992;
- «Премія», 2 Щорічна міжнародна виставка мініграфіки, Напа, США, 1992;
- «Спеціальна нагорода-Медаль», 5-я бієнале малих форм графіки та екслібрису, Острув Вієлькопольскі, Польща, 1993;
- «III премія», «Світ екслібрису» Міжнародний конкурс, Белград, Югославія, 1995;
- «Перша премія», 1-а Трієнале екслібрису, Братислава, Словаччина, 1995;
- «Грант», Фонд Поллока-Краснер, Нью-Йорк, США, 1996;
- «Гран Прі», Міжнародна бієнале мініграфіки «Гран Прі оф Спейс», Сеул, Корея, 1996;
- «Медаль», 7-я Бієнале малих форм графіки та екслібрису, Острув Віелькопольскі, Польща, 1997;
- «Друга Премія», 17-я Міжнародна бієнале сучасного екслібрису, Мальборк, Польща, 1998;
- «Друга Премія», 5-а Міжнародна бієнале мініатюри, гірські Мілановац, Югославія, 1998;
- «Премія-закупівля», Міжнародна виставка мініграфіки, Норволк, США, 1999;
- «Медаль», 8-а Бієнале малих форм графіки та екслібрису, Острув Віелькопольскі, Польща, 1999;
- «Третя Премія», 8-а Бієнале малих форм графіки та екслібрису, Острув Віелькопольскі, Польща, 1999;
- «Почесна Медаль», 2-а Міжнародна бієнале мініграфікі, Клуж, Румунія, 1999;
- «Премія-закупівля», Міжнародна виставка мініграфіки, Норволк, США, 2001;
- «Почесний Диплом», 10-я бієнале малих форм графіки та екслібрису, Острув Віелькопольскі, Польща, 2001.
- «Третя Премія», 19-я Міжнародна бієнале сучасного екслібрису, Мальборк, Польща, 2002;
- «Нагорода в номінації малі форми графіки» і «Спеціальна Премія від графічного ревю» «Імпринт», Міжнародна бієнале сучасної графіки Санкт-Петербург, Росія, 2002;
- «Премія-закупівля від Джон Парсел Пейперс», Британська Міжнародна виставка мініграфіки, Лондон, Великобританія, тур 2003—2005;
- «Спеціальна премія», 3-тя Міжнародна бієнале сучасної графіки, Франка вілла аль Маре-Ле Рапіна, Іспанія, Італія, 2004;
- «Срібна стопка», Міжнародний художній пленер, Рудка, Польща, 2004;
- «Кращий Європейський екслібрис в техніці інтальо», Міжнародний конкурс «Іпотека італьяно», Корнуда, Італія, 2006;
- «Срібна Медаль», Міжнародний конкурс екслібрису «Приз Прогетті Фарнезіані», Ортона, Італія, 2006.
- «Exaequo 2nd prize», exlibris competition Arti Graphice Colombo, Gessate, Italia, 2009
- «Медаль», XIV міжнародне бієнале малих графічних форм та екслібрів, Остров Великопольський, Польща, 2011
- «Медаль» і «Почесний диплом», 2-е міжнародне бієнале малих графічних форм та екслібрів, Брест, Білорусь, 2013
- «Гран-прі», 9 трієнале всесвітніх принтів, Трієм, 2014
- «Третє місце», міжнародне бієнале малих графічних форм та екслібрів Brest, Belorus, 2015
- «Спеціальна нагорода за графіку», Румунський міжнародний фестиваль A.R.T.E., 2016
- Міжнародне бієнале сучасних принтів «Danubius», Тулча, Румунія, 2016
- «Перший місце», Міжнародне бієнале Exlibris, Варна, Болгарія, 2018
- «Перший місце» Міжнародне трієнале малих форм графіки Intaglio, 2018
- «Почесна спеціальна нагорода за розвиток світового сучасного графічного мистецтва», 10-е Міжнародне трієнале графічного мистецтва BITOLA, Македонія, 2021
- «Перше місце», 2-е Міжнародне трієнале мініпринтів, Київ, Україна, 2022

## Публікації
- Олег Денисенко. Antiquitas nova. — Львів : Издательство Сергея Бродовича, 2007. — 160 с. — ISBN 978-966-8527-40-1. (українською та англійською мовами)

### Інтерв'ю
- Нова античність Олега Денисенка – CHAPLINSKY VLOG на YouTube (2 вересня 2021)
- Денисенко, Олег; Денисенко, Олександр (21 жовтня 2021). Династії: Родина Денисенків. Династії (Інтерв'ю). Інтерв'юери: Галиною Бабій. Львів: UA: Українське радіо. Архів оригіналу за 26 лютого 2022. Процитовано 11 квітня 2022.
- Денисенко, Олег; Денисенко, Олександр (2020). ТЕЛЕКАНАЛ ICTV ПРО ВИСТАВКУ ГЕСОГРАФІЯ (Інтерв'ю). Київ: ICTV. Архів оригіналу за 22 квітня 2022. Процитовано 11 квітня 2022.
- Irina Olikh (1 липня 2016). “Художник, родившийся на 500 лет позже своего времени”. Невероятные рыцари Олега Денисенко. arthive.com (російською) . Arthive. Архів оригіналу за 7 березня 2021. Процитовано 11 квітня 2022.
- Зиміна, Поліна (2 червня 2014). Олег Денисенко: «Ми настільки звикли до банальних речей, що не помічаємо їх геніальності». platfor.ma. Платформа. Архів оригіналу за 1 березня 2022. Процитовано 11 квітня 2022.
- Андрій Кухар (28 листопада 2019). Твори Олега Денисенка були натхнені гуцулами. uk.carpathianculture.eu. Świat Karpackich Rozet. Архів оригіналу за 21 квітня 2022. Процитовано 11 квітня 2022.